# Kvasir
Kvasir  war in der nordischen Mythologie ein Weiser, der durch den Speichel der Göttergeschlechter, der Asen und der Wanen, entstand. Diese spuckten in einen Krug, um das Ende ihres Konfliktes zu besiegeln. Die Asen formten daraufhin den Weisen Kvasir. Alle Menschen, die ihm begegneten, unterbrachen ihre Tätigkeit, um ihm zuzuhören. Kvasirs Ende kam mit den Zwergen Fjalar und Galar, die ihn töteten, um an seine Weisheit zu gelangen. Sie brauten aus seinem Blut und aus Honig den Skaldenmet, der jedem, der davon trank, die Gabe der Dichtkunst verlieh.